# Valentinus (gnostiker)
Valentinus, klassisk grekiska: Βαλεντίνος, född omkring år 100 i Egypten, död omkring år 160 på Cypern, var en av de kristna gnostikerna under det andra århundradet, vilka kritiserade utvecklingen mot en kyrklig hierarki.

## Biografi
Valentinus föddes i Egypten men vistades senare i Rom, där han blev bannlyst för sina idéer. Valentinus anges av Tertullianus vara upphovsman till Sanningens evangelium, ett av de gnostiska evangelier som återfanns gömda i öknen i Nag Hammadi 1945.

## Lära
Valentinus grundade sin lära på en kristen teologi med motsättning mellan ande och materia, och tog även idéer från platonsk och pytagoreisk filosofi. Från början fanns bara ande, och anden var ren. Eftersom Fadern ville bli älskad av andra uppstår dualiteten, och i dualiteten ligger faran för splittring och motsättning. När han skapar Visheten, Sofia, upplever hon en splittring mellan enhet och mångfald, kärlek och begär. Hon delas, och i den del som är enhet och mångfald skapas materian och ur materian föder hon människorna som är ofullständiga minnen av det hon hade innan. Jesus sändes till den materiella världen, från andevärlden, för att rädda människorna tillbaks till andevärlden.

## Ritualer
För att bli medlem i en gnostisk-kristen grupp måste man enligt Valentinus först genomgå en invigning, vilket innebar att man återlöstes från skapargudens, demiurgens, makt genom studier som ledde till insikt och erkände att demiurgen inte är Gud eller den Högsta Gudomen. Den ortodoxe biskopen Irenaeus av Lyon under det andra århundradet berättar om en gnostisk grupp som leddes av Markus, en lärjunge till Valentinus. Varje invigd person – både män och kvinnor – i den gnostiska kretsen i Lyon ansågs genom invigningsritualen ha fått den karismatiska gåvan att äga direkt inspiration genom den Helige Ande. Varje sammankomst inleddes med en lottdragning. Den som fick en viss lott blev utsedd att gå in i rollen som präst, en annan att utdela sakramenten i egenskap av biskop, en tredje att läsa ur skrifterna under gudstjänsten, en fjärde att förkunna för gruppen i egenskap av profet. Nästa gång de träffades drog de lott igen. De var övertygade om att eftersom Gud styr allting i universum bestämde han också hur lottdragningen skulle utfalla. Lottdragningen medförde att alla invigda – män som kvinnor – kunde bli utvalda att utföra de olika tjänsterna och att det därför aldrig uppstod några hierarkier, gruppbildningar eller specialiseringar.